# زرمیزه‌گتوسا رجیا
زَرمیزه‌گتوسا رجیا (به رومانیایی: Sarmizegetusa Regia) و همچنین با املای Sarmisegetusa، Sarmisegethusa ،Sarmisegethuza پایتخت و مهم‌ترین مرکز نظامی، مذهبی، و سیاسی داکیه تا پیش از جنگ‌هایش با امپراتوری روم بود. این شهر بر فراز کوهی به درازای ۱۲۰۰ متر بنا شده بود و استحکاماتش شامل شش دژ، هستهٔ یک سیستم دفاعی استراتژیک در کوهستان اوراستی بود. این استحکامات جزو میراث جهانی یونسکو هستند. این شهر ویرانه امروزه در رومانی جای دارد.
زرمیزه‌گتوسا رجیا نباید با اولپیا ترایانا زرمیزه‌گتوسا اشتباه گرفته شود، مورد اخیر پایتخت استان داکیه روم بود که توسط امپراتور ترایانوس در حدود ۴۰ کیلومتری زرمیزه‌گتوسا رجیا تأسیس شده بود و پایتخت داکی‌ها نبود. شهری که توسط ترایانوس ساخته شد ـ اولپیا زرمیزه‌گتوساـ زودتر از زرمیزه‌گتوسا رجیا و در دهه ۱۹۰۰ میلادی کشف شد و در ابتدا آنرا با پایتخت داکی‌ها اشتباه گرفتند.

## دوران پیشا-رومی

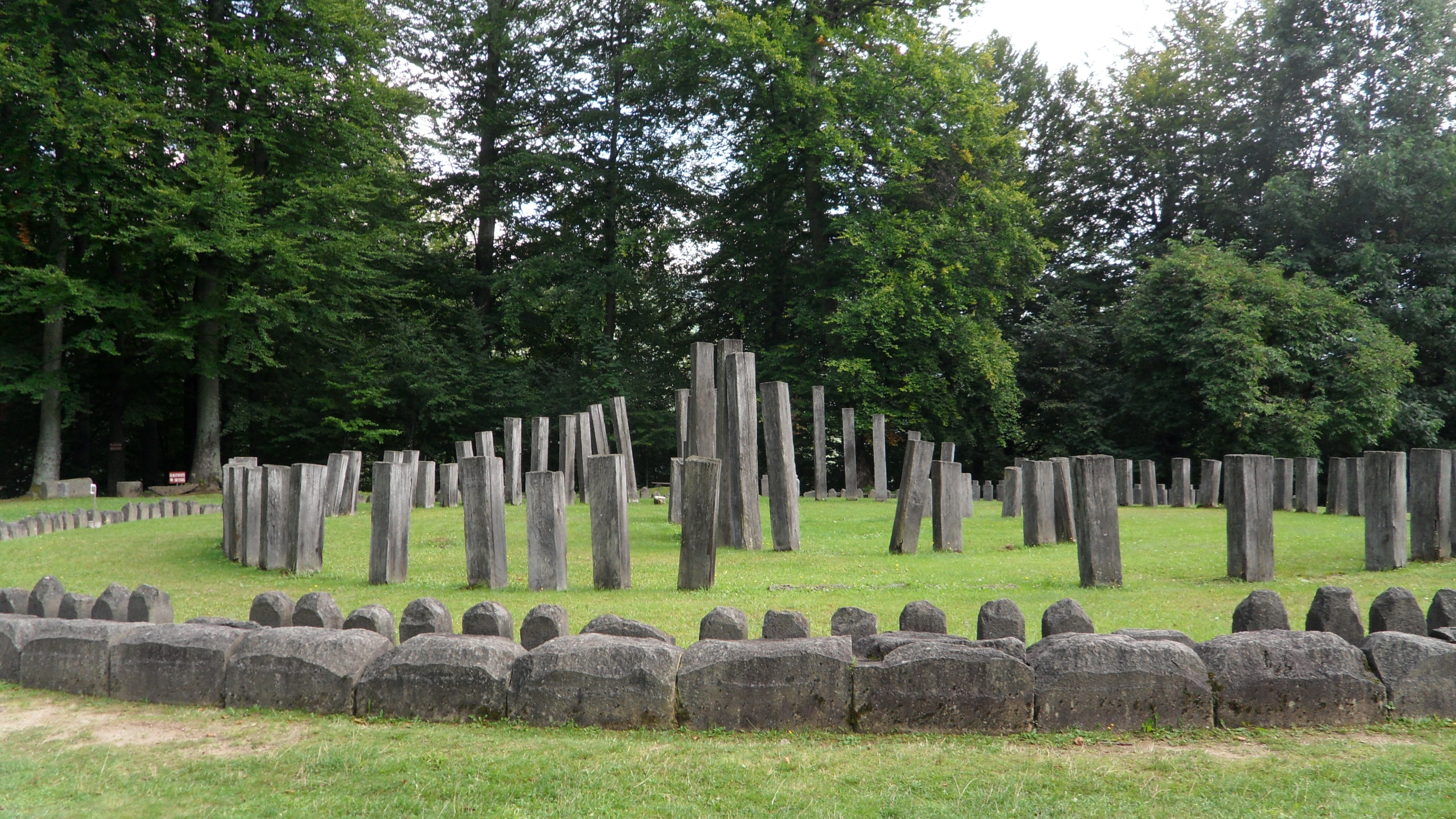
شهر زَرمیزه‌گتوسا رجیا

بوربیستا در اواخر دوران پادشاهی‌اش، پایتخت داکیه را از آرگداوا به زرمیزه‌گتوسا رجیا تغییر مکان داد. زرمیزه‌گتوسا برای حداقل یک و نیم سده به عنوان پایتخت داکیه باقی‌ماند و اوج شکوه خود را در زمان پادشاهی دکبالوس دید. کاوش‌های باستان‌شناختی حدس می‌زنند که خدای داکیه‌ای به نام زالموکسیس و کاهن اعظمش نقشی مهم در جامعهٔ داکیه در آن زمان داشته‌اند.

## دوران رومی
دیوارهای زرمیزه‌گتوسا در پایان نخستین جنگ داکیه و روم در ۱۰۲ میلادی تا حدودی برچیده شدند، یعنی هنگامی که داکیه مورد یورش امپراتور ترایانوس، فرمانروای امپراتوری روم، واقع شد. داکی‌ها این دیوارها و مواضع را بازسازی کردند، امّا رومیان پس از دومین جنگ با آنان، در ۱۰۶ میلادی، دیگربار آنان را نابود کرده و ساکنانش را بیرون کردند.
فاتحان رومی یک پادگان (ساخلو) نظامی در زرمیزه‌گتوسا ساختند. بعداً، پایتختِ استان رومیِ داکیهٔ روم در ۴۰ کیلومتری این پایتخت ویران شدهٔ داکیه تأسیس شد و اولپیا ترایانا زرمیزه‌گتوسا نام گرفت.

## پانوشت‌ها
1. 1 2 3 4 5 6 7  Dana, Dan; Nemeti, Sorin (2014-01-09). "Ptolémée et la toponymie de la Dacie (II-V)". Classica et Christiana. p. 18. Retrieved 2014-03-30.
2. ↑  Goodman، Martin؛ Sherwood، Jane (۲۰۰۲). The Roman World 44 BC–AD 180. Routledge. ص. ۲۲۷.
3. ↑  Matyszak Philip (۲۰۰۹). The Enemies of Rome: From Hannibal to Attila the Hun. Thames and Hudson. ص. ۲۲۲.
4. ↑  MacKendrick (۱۹۷۵). ص. ۶۶. پارامتر |عنوان= یا |title= ناموجود یا خالی (کمک)